# Megaselia latipes
Megaselia latipes är en tvåvingeart som beskrevs av Borgmeier 1933. Megaselia latipes ingår i släktet Megaselia och familjen puckelflugor. Inga underarter finns listade i Catalogue of Life.